# Электробур
Электробур — забойная буровая машина с погружным электродвигателем. Электробур предназначен для бурения глубоких скважин, обычно нефть или газ.
Электробур был запатентован в 1899 году в России (В. Н. Деловым). Это был электродвигатель, соединённый с долотом и подвешенный на канате. В 1938 году была разработана его современная конструкция (А. П. Островский и Н. В. Александров), а через два года таким электробуром пробурили первую скважину.
Состоит из электродвигателя и шпинделя.
При бурении электробур, присоединён к низу бурильной колонны и передаёт вращение буровому долоту. Электричество подводится по кабелю, смонтированному отрезками в бурильных трубах.